# 1598
Évszázadok: 15. század – 16. század – 17. század
Évtizedek: 1540-es évek – 1550-es évek – 1560-as évek – 1570-es évek – 1580-as évek – 1590-es évek – 1600-as évek – 1610-es évek – 1620-as évek – 1630-as évek – 1640-es évek
Évek: 1593 – 1594 – 1595 – 1596 –  1597 – 1598 – 1599 – 1600 – 1601 – 1602 – 1603

## Események

### Határozott dátumú események
- január 17.[1] (január 7.[2]) – I. Fjodor orosz cár halálával, akinek nem volt fia, és az egyetlen gyermeke, Feodoszija nagyhercegnő 1594-ben elhunyt, kihal a Rurik-dinasztia moszkvai ága.[3] Az uralkodóház feje ezáltal a sujszkiji ágból származó (IV.) Vaszilij, Sujszkij hercege herceg lett, de mivel I. Fjodor nem jelölte ki az utódját, így a trónöröklést rendezetlenül hagyta. A férje halála után az özvegye, Irina Godunova cárné rögtön átvette az uralkodói jogok gyakorlását. (Uralkodik a bátyja cárrá választásáig, február 21-éig.)
- február 21. – Új cár megválasztása céljából első alkalommal összehívott országos gyűlés, a zemszkij szobor a Rurik-dinasztia mellékágainak mellőzésével az elhunyt I. Fjodor cár sógorát és az uralkodói jogok gyakorlójának, az özvegy cárnénak, Irina Godunovának a bátyját, Borisz Godunovot választotta cárrá. (Uralkodik a haláláig, 1605-ig.)
- március 23. – A gyulafehérvári országgyűlés tudomásul veszi Báthory Zsigmond lemondását és Erdély Habsburg-kézre adását.[4]
- március 28. – Pálffy Miklós visszafoglalja Győrt a törököktől.[5] (* 1533)
- április 8. – A gyulafehérvári országgyűlés felesküszik Rudolf magyar király hűségére.[4]
- április 13. – IV. Henrik francia király kibocsátja a nantes-i ediktumot.[6]
- április 18. – Báthory Zsigmond lemondása után az erdélyi rendek felszólítására felesége, Habsburg Mária Krisztierna erdélyi fejedelemasszony ideiglenesen átveszi a kormányzást Erdélyben.[7]
- május 2. – IV. Henrik francia és II. Fülöp spanyol király megkötik a vervins-i békeszerződést, lezárulnak a francia vallásháborúk.[8]
- augusztus 14. – A Hugh O’Neill, Tyrone-i gróf vezette ír felkelő csapatok Yellow Fordnál tönkreverik I. Erzsébet angol expedíciós hadseregét. (A csatamezőn lelte halálát a sereg parancsnoka is, Sir Henry Bagenal. Ez volt a legsúlyosabb kudarc, amit az angolok Írországban elszenvedtek.)[9]
- augusztus 22.  – A szászsebesi országgyűlés visszafogadja Báthory Zsigmondot fejedelemnek.[4]

### Határozatlan dátumú események
- július és augusztus között – A keresztény csapatok visszaveszik Gesztest, Veszprémet, Palotát és Nagyvázsonyt.[4]
- szeptember – 
  - Borisz Godunovot cárrá koronázzák.[10]
  - Visszafoglalják a törököktől Csanádot, Nagylakot és Aradot. (Csanád még ugyanebben a hónapban ismét török kézre jut.)[4]
- október és november között – 
  - A keresztény sereg eredménytelenül ostromolja Budát.[4]
  - Nagyvárad ostroma.[4]

## Születések
- november 7. – Francisco de Zurbarán spanyol festő († 1664)
- december 7. – Giovanni Lorenzo Bernini itáliai építész, festő és szobrászművész († 1680)
- Bonaventura Cavalieri – olasz matematikus és csillagász († 1647)

## Halálozások
- január 17.[1] (január 7.[2]) – I. Fjodor orosz cár (* 1557)
- március 2. – Alessandro Farnese bíboros, pápai legátus (* 1520)
- szeptember 13. – II. Fülöp spanyol király (* 1527)
- az év folyamán - Abraham Ortelius flamand térképész (* 1527)